# Hazeus
Hazeus is een geslacht van straalvinnige vissen uit de familie van grondels (Gobiidae).

## Soorten
- Hazeus maculipinna (Randall & Goren, 1993)
- Hazeus otakii Jordan & Snyder, 1901
- Hazeus elati (Goren, 1984)